# Alec Douglas-Home

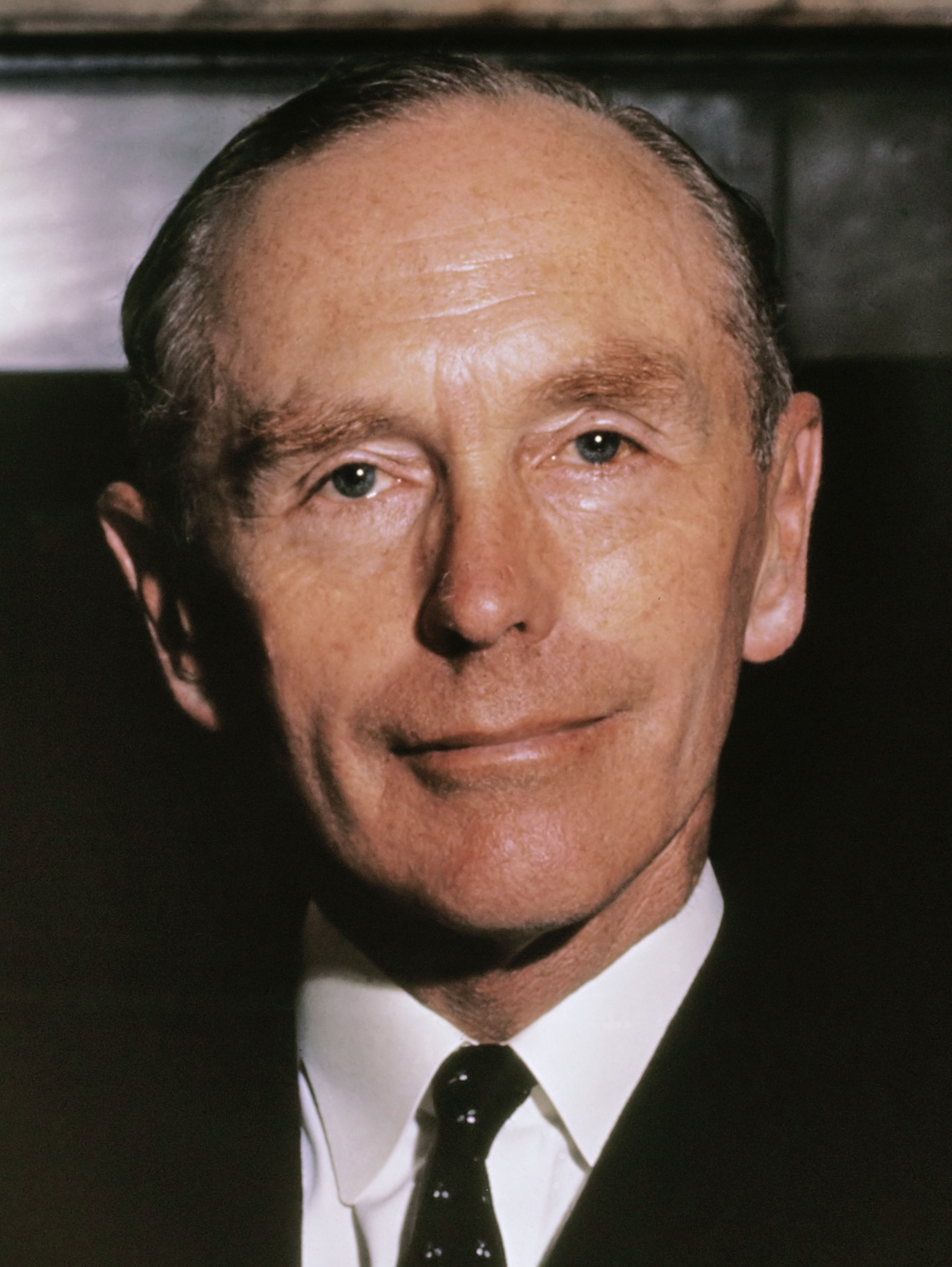
Sir Alec Douglas-Home, um 1963

Alexander Frederick Douglas-Home, Baron Home of the Hirsel, KT (* 2. Juli 1903 in Mayfair, London, England; † 9. Oktober 1995 in Berwickshire, Schottland, von 1951 bis 1963 14. Earl of Home) war ein britischer Politiker und von 1963 bis 1964 Premierminister des Vereinigten Königreichs. Douglas-Home gehörte der Conservative Party an. 1951 erbte er den Titel 14. Earl of Home, auf den er 1963 verzichtete.
Douglas-Home war das bis heute letzte Mitglied des House of Lords, das zum Premierminister berufen wurde, legte jedoch (wie vor seiner Ernennung angekündigt) kurz danach seinen Adelstitel und damit seinen Sitz im House of Lords nieder, um sich einer Nachwahl zum House of Commons zu stellen.

## Leben

### Politischer Aufstieg
Douglas-Home wurde in Mayfair, London, als ältester Sohn des schottischen Peers Charles Douglas-Home, 13. Earl of Home, geboren und führte als dessen Heir apparent seit 1918 den Höflichkeitstitel Lord Dunglass. Sein Bruder war der Dramatiker William Douglas-Home. Nach seiner Ausbildung am Eton College und am Christ Church College der Universität Oxford wurde er 1931 als Abgeordneter der Konservativen Mitglied des Parlaments. Er wurde 1937 zum parlamentarischen Staatssekretär von Premierminister Neville Chamberlain berufen und dadurch 1938 in München aus nächster Nähe zum Zeugen der späten Versuche, einen großen Krieg durch Verhandlungen mit Adolf Hitler zu vermeiden. Im Zweiten Weltkrieg war Douglas-Home aufgrund einer plötzlich aufgetretenen Tuberkulose in der Wirbelsäule, die ihn mehrere Jahre lang fast nur liegend und mit Stützverband leben ließ, untauglich für den Militärdienst. Nach seiner Genesung nahm er ab 1943 wieder an Sitzungen des Unterhauses teil und äußerte sich unter anderem kritisch zu den Verhandlungen der Konferenz von Jalta. 1945 wurde er parlamentarischer Privatsekretär im britischen Auswärtigen Amt. Bei der Unterhauswahl am 5. Juli 1945 verlor er seinen Parlamentssitz; 1950 eroberte er ihn zurück. Als er den Sitz seines Vaters im House of Lords erbte und zum 14. Earl of Home wurde, war er 1951 gezwungen, seinen Sitz im House of Commons aufzugeben. Von 1957 bis 1960 war Douglas-Home Führer des Oberhauses. 1960 wurde er zum Außenminister berufen. 1962 wurde er zum Ritter des Distelordens geschlagen.
Die wesentlichen Ereignisse seiner Zeit als Außenminister waren der Bau der Berliner Mauer sowie die Kubakrise, in der er die Position der USA mit Nachdruck unterstützte. Ein zentraler Erfolg von Douglas-Homes diplomatischer Tätigkeit war der Vertrag über das Verbot von Atomwaffentests im Jahr 1963.

### Premierminister
1963 trat der konservative Premierminister Harold Macmillan unerwartet zurück, als eine ärztliche Diagnose ihm fälschlicherweise aufgrund Prostata-Krebs keine Hoffnung auf Gesundung einräumte. Zu dieser Zeit gab es keine festgelegten Regeln in der Conservative Party für die Wahl eines Nachfolgers. Obwohl der stellvertretende Premierminister Rab Butler der Favorit der Mehrheit der konservativen Parlamentsmitglieder war, bevorzugten Macmillan und einige elder statesmen Douglas-Home. Einige gaben an, nicht in ein Kabinett Butler oder des anderen potentiellen Kandidaten, Quintin Hogg, eintreten zu wollen. Hinzu kam das öffentliche Image der möglichen Nachfolger: Butler wurde von Macmillan selbst als ungeeignet eingeschätzt und galt als farblos und entscheidungsschwach, während Hogg als sprunghaft und eitel angesehen wurde und sich zu offensichtlich um das Amt des Parteiführers bewarb, was in der Öffentlichkeit damals als würdelos bzw. vulgär galt. Hingegen war Douglas-Home als integer und seriös bekannt und hatte kaum Gegner in der Partei. Dies ließ ihn als idealen Kompromisskandidaten erscheinen.
Der scheidende Premierminister Harold Macmillan unterrichtete die Königin Elisabeth II. über die Ansichten der Honoratioren der Partei. Obwohl die Königin keine Verpflichtung hatte, seinen Rat zu akzeptieren, folgte sie inhaltlich Macmillans Argumentation und ernannte den Earl of Home zum Premierminister. Für Douglas-Home, erster britischer Premierminister, der im 20. Jahrhundert geboren war, war es praktisch unmöglich, als Premier weiter dem Oberhaus anzugehören (es wird zum Teil angenommen, dass bereits Lord Curzon in den 1920er Jahren wegen seiner Position im Oberhaus nicht zum Premierminister berufen wurde). Er nutzte den kurz zuvor verabschiedeten Peerage Act 1963, um am 23. Oktober 1963 auf seine Earlswürde (nebst nachgeordneten Peerstiteln) zu verzichten. Statt seines Peerstitels führte er fortan das Adelsprädikat „Sir“, das ihm als Ritter des Distelordens zustand. Durch den Verzicht verlor er seinen Sitz im House of Lords und konnte sich bei einer Nachwahl im sicheren schottischen Wahlkreis Kinross & West Perthshire einer Wahl stellen. Er gewann die Abstimmung deutlich.
Die Regierung war nach dreizehn Jahren ununterbrochener konservativer Regierung und mehrerer Skandale zu sehr beschädigt, um zu überleben, und die Unterhauswahlen am 15. Oktober 1964 wurden durch die Labour Party unter der neuen Führung von Harold Wilson gewonnen. Während dieses Wahlkampfs tat Douglas-Home seinen berühmtesten Ausspruch; Wilson stichelte immer wieder, dass Douglas-Home als 14. Earl of Home kein Mann des Volkes sei. Dessen Antwort: „Soweit es den vierzehnten Earl betrifft, denke ich, dass Mr Wilson, wenn Sie darüber nachdenken, der vierzehnte Mr Wilson ist.“ (As far as the fourteenth earl is concerned, I suppose Mr Wilson, when you come to think of it, is the fourteenth Mr Wilson.) In Anbetracht des schlechten Zustands der konservativen Regierungspartei galt das Wahlergebnis (Labour gewann nur eine knappe Mehrheit von vier Sitzen) als durchaus respektabel, sodass Douglas-Home, der in der Partei hohes Ansehen genoss, zunächst Partei- und Oppositionsführer blieb.

### Nach seiner Amtszeit
Douglas-Home sorgte 1965 für eine Änderung des Verfahrens für die Wahl des Parteiführers, der von da an durch die Mitglieder der Parlamentsfraktion gewählt wurde. Als er im Juli 1965 zurücktrat, wurde Edward Heath zu seinem Nachfolger gewählt. Während der folgenden Jahre war Douglas-Home loyal zu Heath, der innerparteilich vor allem von rechts (u. a. von Enoch Powell) unter Druck gesetzt wurde. Als Heath 1970 Premierminister wurde, kehrte Douglas-Home ins Außenministerium zurück. Die erfolgreichen Beitrittsverhandlungen mit der Europäischen Gemeinschaft waren sein größter Erfolg.
1974 kehrte er aus dem Unterhaus wieder ins Oberhaus zurück, als er mit dem Titel Baron Home of the Hirsel, of Coldstream in the County of Berwick (benannt nach seinem Familiensitz The Hirsel im Süden Schottlands), zum Life Peer erhoben wurde. Nach der Niederlage der Heath-Regierung gegen Harold Wilson in den beiden Wahlen 1974 (28. Februar und 10. Oktober 1974) zog sich Douglas-Home aus der ersten Reihe der Politik zurück, aber fuhr mit Interventionen aus dem Oberhaus bis in seine Neunziger fort. Douglas-Home war der am drittlängsten lebende britische Premierminister nach Harold Macmillan und James Callaghan.

## Mitgliedschaften
1953 wurde er zum Mitglied der Royal Society of Edinburgh gewählt. Von 1973 bis 1992 amtierte er auch als Kanzler des Distelordens.

## Ehe und Nachkommen
Seit 1936 war er mit Elizabeth Hester Alington (1909–1990) verheiratet. Mit ihr hatte er drei Töchter und einen Sohn, David, der ihn 1995 als 15. Earl of Home beerbte.

## Autobiographie
- The way the wind blows. An autobiography. Collins, London 1976, ISBN 0-00-211997-8.